# Theodor Hugues (Geistlicher)
Theodor Hugues (geboren 1803; gestorben 1871) war ein französisch-deutscher Geistlicher, Erweckungstheologe, Hugenotte und Freimaurer.

## Leben
Der intellektuell hochbegabte Theodor Hugues war in der Stadt Celle als Pastor tätig und engagierte sich im Neu-Pietismus.
Zur Zeit des Königreichs Hannover wurde er in die Freimaurerloge Zum hellleuchtenden Stern Nr. 242 im Orient Celle aufgenommen und initiierte dort die Gründung des dann 1841 von der Loge realisierten Verein Feierabend, der von der Loge sowohl Räumlichkeiten erhielt und mit Lehr- und anderen Materialien ausgestattet wurden und dessen Lehrpersonal von der Loge unterhalten wurde. Zweck des Vereins war die freie Vereinigung von Handwerkern, die durch den „Feierabend“ unentgeltlich weiterbilden konnten. Der Verein bildete einen frühen Vorläufer späterer Gewerbeschulen.
Hugues wirkte viele Jahre als zugeordneter Meister und 1851 bis 1852 als Meister vom Stuhl des "hellleuchtenden Sterns".
Theodor Hugues war der maßgebliche Gründer des Linerhauses im heutigen Celler Stadtteil Altencelle, die als eine „Rettungsanstalt für verwahrloste Kinder“ fungieren sollte.